# Sungi Mlengeya
Sungi Mlengeya (Arusha, 1991) es una artista autodidacta tanzana que pinta retratos minimalistas, a menudo representando mujeres negras y espacios negativos.

## Trayectoria
Nacida y criada en Tanzania, se crio en el Parque nacional Serengeti donde sus padres eran veterinarios. Expresó interés por el arte y el dibujo en la escuela primaria, pero su escuela secundaria no ofrecía clases de arte.
Tras graduarse en 2013, trabajó en el sector bancario y pintaba como actividad secundaria.  En 2018, dejó su trabajo para dedicarse de lleno a la pintura y recurrió a Internet para aprender nuevas técnicas. Con la ayuda de un amigo, vendió su primera pieza en su ciudad natal, Arusha. Viajó por todo el este de África conectándose con artistas y galerías, entre ellas Afriart Gallery, que la introdujo en el mundo del arte global.
Sus primeras obras comparten temas, contenidos y medios con las piezas más recientes, pero su estilo ha evolucionado. Uno de sus primeros trabajos, Strips, contrasta con su estilo más reciente al incorporar tiras muy saturadas de rojo y amarillo dentro de la pieza. Mlengeya se ha centrado más en los fondos en blanco y negro en piezas recientes.
En 2020 fue nombrada uno de los Apollo 40 Under 40 Africa que supuso el reconocimiento de su obra como una de las más inspiradoras en el arte africano. También fue incluida en 2023 en la primera edición de Keep Walking: Africa Top list.

## Exposiciones
- En febrero de 2020, tuvo un stand individual con varias obras en la Feria de Arte Investec de Ciudad del Cabo.

- Tras la pandemia de COVID-19, participó en exhibiciones en línea, mostrando su pieza, amiga, en Drawn Together de Unit London, que se realizó de junio a julio de 2020.[9] La exposición contó con más de 150 artistas internacionales y los beneficios se destinaron a Médicos Sin Fronteras y World Vision.

- En julio de 2021, participó junto a 25 artistas femeninas de ascendencia africana en A Force for Change en Nueva York, mostrando su pieza Up.[10]

- En 2021, su primera exposición individual, Just Disruptions, se inauguró en la galería Afriart, en Kampala.[11] Just Disruptions fue una colección de piezas que mostraban el desarrollo de su estilo artístico distintivo, además de manifestar el crecimiento de las mujeres negras y su camino para cambiar la forma en que son percibidas.[12] Un tema principal del trabajo de Mlengeya es la identidad, que se muestra a través de los cuerpos bloqueados en sus piezas y las preguntas que rodean estas obras, centrándose finalmente en "liberar" a las mujeres negras de las expectativas sociales.

- En junio de 2022 se inauguró su segunda exposición individual, (Un)Choreographed, en el Africa Centre de Southwark en Londres. Otra exposición individual, Don't Try, Don't Not Try, se inauguró en la Fundación de Arte B.LA en Viena, en septiembre de 2022. Una parte de los ingresos de la exposición se destinaron a una organización de Viena, Mujeres sin Fronteras.[13]
- En 2024 presentó su obra en The Beauty of Diversity en el Albertina Modern de Viena.